# Breaking the Girls
Pour plus de détails, voir Fiche technique et Distribution.
Breaking the Girls est un film américain réalisé par Jamie Babbit, sorti en 2013.

## Synopsis
Sara, une étudiante qui a été calomniée par un camarade de classe, se retrouve piégée pour meurtre par Alex, qui avait initialement proposé le crime parfait et intraçable. 

## Fiche technique
- Titre : Breaking the Girls
- Réalisation : Jamie Babbit
- Scénario : Mark Distefano, Guinevere Turner
- Producteurs : Kirk D'Amico, Andrea Sperling
- Musique :
- Langue d'origine : Anglais américain
- Pays d'origine : États-Unis
- Genre : Thriller
- Durée : 83 minutes
- Date de sortie : 2013  États-Unis

## Distribution
- Sam Anderson : Professor Nolan
- Shawn Ashmore : Eric Nolan
- Agnes Bruckner : Sara Ryan
- Shanna Collins : Brooke Potter
- Madeline Zima : Alex Layton
- Manish Dayal : Tim
- Kate Levering : Nina Layton
- Jennifer Ann Massey : Jaime Ryan
- Billy Mayo : Jones
- Melanie Mayron : Annie
- Tiya Sircar : Piper Sperling
- John Stockwell : David Layton
- Shaun Daley  : Ben
- Davenia McFadden : Detective Ross